# 楊秉璋
楊秉璋，字禮南，安徽懷寧（今安徽省安慶市），清朝政治人物、進士出身。

## 生平
咸豐六年（1856年）丙辰科進士，改庶吉士。同治三年，升任翰林院侍講學士。同治三年，擔任四川學政。

## 家族
其孫楊石先，曾任中華人民共和國南開大學校長。孫楊繼曾曾任中華民國經濟部長。